# Kraftwerk Studstrup
Das Kraftwerk Studstrup ist ein dänisches Kraftwerk des Energiekonzerns Ørsted. Es liegt an der Kalø Vig nördlich von Arhus und wurde 1968 in Betrieb genommen.

## Technik
| Block | Brenn- stoff       | Netto- leistung | Fernwärme- leistung | Inbetrieb- nahme | Still- legung |
| ----- | ------------------ | --------------- | ------------------- | ---------------- | ------------- |
| 1     | ?                  | ?               | ?                   | 1968             | 1998          |
| 2     | ?                  | ?               | ?                   | ?                | 1999          |
| 3     | Holzpellets, Stroh | 350 MW          | 455 MW              | 1984             |               |
| 4     | Kohle, Stroh, Öl   | 350 MW          | 455 MW              | 1985             | 2016          |

Das Kraftwerk ist als Heizkraftwerk gebaut, das heißt, es wird in Kraft-Wärme-Kopplung betrieben und erzeugt neben Strom für das allgemeine Stromnetz auch 90 % der Fernwärme der Stadt Arhus. Im Kraftwerk arbeiten etwa 130 Personen. Zunächst wurden nur Erdöl und Kohle zur Feuerung genutzt. Später wurden bis zu 15 % Biomasse in Form von Stroh beigemischt.
Durch eine 12-MW-Gasturbine vor Ort ist das Kraftwerk schwarzstartfähig. Hierfür kann Mineralöl als Brennstoff eingesetzt werden.
Mittlerweile gibt es nur noch die Kraftwerksblöcke 3 und 4, die Mitte der 1980er-Jahre gebaut wurden. Jeder der beiden Blöcke verfügte über eine maximale Nettoleistung von 350 Megawatt (MW) und eine maximale Fernwärmeleistung von 455 MW. Bei Volllast wurden stündlich 120 Tonnen Kohle oder 73 Tonnen Mineralöl verbraucht. Zwischen 2014 und 2016 wurde Block 3 auf die ausschließliche Nutzung von Biomasse umgerüstet, Block 4 wurde stillgelegt. Am 10. Oktober 2016 wurde das Kraftwerks Studstrup von Kohle auf Holzpellets umgestellt. Seit 2019 wird den Holzpellets auch wieder Stroh beigemischt, das als Abfallstoff auf den dänischen Feldern anfällt.
Die Entnahmekondensationsturbinen werden mit Dampf mit einer Temperatur von 540 °C und einem Druck von 250 bar beaufschlagt. Die Abgase beider Blöcke werden über einen gemeinsamen 190 m hohen Schornstein mit zwei einzelnen Abgasrohren im Inneren abgegeben. Das Kraftwerk verfügt über keinen Kühlturm, sondern die Abwärme der Kondensatoren wird durch Durchlaufkühlung an das Meerwasser der Kalø Vig abgeführt.
Block 3 ist an das 150-kV-Hochspannungsnetz und Block 4 war an das 400-kV-Höchstspannungsnetz angeschlossen. Der Anschluss an das Fernwärmenetz erfolgt über zwei Leitungspaare mit einem Rohrdurchmesser von jeweils 2 m. Um Stromerzeugung und Fernwärmeeinspeisung zeitlich entkoppeln zu können, verfügt das Kraftwerk über einen Fernwärmespeicher mit einem Volumen von 30.000 m³ Wasser. Der Fernwärmespeicher wurde 2015 um zwei Elektrokessel erweitert, um bei Stromüberschuss Fernwärme aus Windkraft erzeugen zu können.
Das Kraftwerk verfügte über ein Kohlelager für 800.000 Tonnen Kohle, was dem normalen Verbrauch von sieben Monaten entsprach. Außerdem verfügte das Kraftwerk über ein Öllager, bestehend aus sieben Tanks mit einem Volumen von jeweils 25.000 m³. 
Im Zuge der Umstellung auf Holzpellets im Jahr 2016 wurde ein Silo für 65.000 Tonnen Pellets errichtet. Das Silo ist 43 m hoch und hat einen Durchmesser von 70 m. Vom 22. September bis zum 20. Oktober 2022 war in dem Holzpellet-Silo ein Schwelbrand aktiv.